# 184
184. је била проста година.

## Догађаји
- Конзули Луције Косоније Егија Марул и Гнеј Папирије Елијана.
- Побуна жутих турбана, коју је предводио Зханг Јиао, почела је у Кини.
- Цар добија денунцијацију о предстојећем устанку. Погубљења у Луојангу присталица секте Зханг Јиао коју је предводио Ма Јуан-ји.